# NBC News

Логотип NBC News з 1959 до 1972 року.

NBC News — новинний телевізійний канал США, що належить  National Broadcasting Company (NBC). Він почав свою роботу 21 лютого 1940 року. Його основна програма, «NBC Nightly News», транслюється зі Студії 3Б, розташованої на третьому поверсі NBC Studios в Будівлі Джи-І, яка знаходиться в Rockefeller Center в Мідтауні Мангеттена в Нью-Йорку.
До торгових марок NBC News належать NBCNews.com, msnbc.com, TODAY.com, NBCPolitics.com, NBC Nightly News, Meet the Press, Dateline, Breaking News і Newsvine.

## Історія

### 1920-і
Попередницею NBC News була радіостанція WJZ, запущена 1 жовтня 1921 року RCA (Radio Corporation of America, що належала General Electric) в Нью-Йорку на середніх хвилях. Експериментальне мовлення з того ж передавача здійснювала Westinghouse Electric & Manufacturing Company, котра потім запустила першу ліцензовану радіостанцію KDKA в Пенсільванії. 2 березня 1922 американський провайдер поштового зв'язку AT&T (American Telephone and Telegraph Company) запустив у Нью-Йорку радіостанцію WEAF (Western Electric AT & T Fone).
Власне NBC з'явилася в 1926 році з ініціативи Давида Сарнова, коли RCA купила WEAF, до неї увійшли також WJZ і WEAF. Навколо них через рік спільно з іншими регіональними радіостанціями утворилися дві радіомережі: «Blue Network» (інформаційна та суспільно-політична) і «Red Network» (музична). Такі назви дані за колір олівців, якими інженери позначали на картах США покриття відповідних мереж. Регіональні радіостанції увійшли до їхніх тайм-слотів. 5 квітня 1927 року NBC запустила радіостанції мереж «Orange Network» і «Gold Network», що відповідали «Blue Network» і «Red Network», але діяли на заході США з урахуванням різниці в часових поясах. 6 серпня 1928 NBC здійснила першу трансляцію радіодрами «Справжній народ» (Real Folks).

### 1930-і
General Electric володіла RCA і NBC до 1930 року, після чого була змушена їх продати в результаті антимонопольних звинувачень. У 1930-х рр. NBC запустила на коротких хвилях міжнародну радіостанцію «White Network», проте пізніше була закрита, а її функції перейшли державній радіостанції «Voice of America» (Голос Америки). В 1936 NBC транслювалися по радіо Олімпійські ігри в Берліні. З 1939 NBC почала телемовлення. Першим трансльованим зображенням стала фігурка кота Фелікса.

### 1940-і
1 липня 1941 року в Нью-Йорку NBC запустила телеканал WNBT (NBC Television). Регулярні покази новин почалися на окремому каналі NBC News 21 лютого 1940 року з ведучим Ловеллом Томасом, і виходили в будні дні о 18:45. Телетрансляції відбувалися лише в Нью-Йорку та тривали 15 хвилин. В червні 1940 року NBC через свою флагманську станцію в Нью-Йорку W2XBS (перейменовану в комерційну WNBT в 1941 році, тепер WNBC), що працює на першому каналі, транслювала 30¼ годин, висвітлюючи Республіканський національний конвент у прямому ефірі безпосередньо з Філадельфії. Станція використовувала серію ретрансляторів від Філадельфії до Нью-Йорка і до верхньої частини штату Нью-Йорк для ретрансляції на W2XB в Шенектаді (нині WRGB).
У 1940-і відбувалися і квазімережеві випуски новин на каналі NBC WNBT у Нью-Йорку (WNBC), що повторно показувалися каналом WPTZ (нині KYW-TV) у Філадельфії та WRGB у Шенектаді, Нью-Йорк. Паливна компанія Esso спонсорували деякі випуски новин, а також кінохроніку «Війна, якою вона була в останні дні Другої світової війни», трансльовану в Нью-Йорку, Філадельфії та Шенектаді на близько 5 тис. телевізорів. Після війни в передачі NBC Television Newsreel транслювалися основні новини з коментарями. Пізніше, в 1948 році, при спонсорстві цигарок «Camel» її було перейменовано на «Camel Newsreel Theatre», а потім, коли Джон Камерон Свейзі став ведучим у 1949 році, передача отримала назву «Camel News Caravan».
У 1948 році NBC стала співпрацювати з журналом «Life», щоб висвітлити вибори президента. Телевізійна аудиторія була невеликою, але частка NBC у Нью-Йорку була вдвічі більшою, ніж будь-де в США. NBC наймала власні знімальні групи для зйомок новин. «The Camel Newsreel Theater» став першим регулярним випуском новин NBC, кожен випуск тривав по 10 хв.

### 1950-і
NBC замінили «Camel News Caravan» в 1951 році «Звітом Гантлі-Брінклі». В 1952 році шоу «Today», яке проводив Девід Гарровей, стало першим в історії США ранковим ток-шоу. В 1950-ті роки телебачення стало панівним видом розважальних і новинних медіа. У 1950 році лише 9 % домогосподарств США мали телевізор. До кінця десятиліття відсоток зріс до майже до 90 %. Журналісти Чет Гантлі та Девід Брінклі отримали в 1956 національне визнання за висвітлення виборів та подальшу програму «Звіт Гантлі-Брінклі» на NBC News. Цього ж року випуски новин подовжилися з 15 хв. до 30 хв.

### 1960-і та пізніше

Логотип NBC News з 1986 до 2013 року.

Протягом наступних десятиліть було створено ще кілька новинних телевізійних передач, включаючи публіцистичну документальну програму «NBC White Paper», яка вперше вийшла в ефір у 1960 році. На NBC News у 1964 висвітлювалися Олімпійські ігри в Токіо, зокрема прямі трансляції через супутник. З 1960 по 1967 на каналі відбувалися спеціальні репортажі на підтримку цивільних прав громадян США. В 1965 канал зокрема транслював промови Мартіна Лютера Кінга і його було запрошено на передачу «Meet The Press». Передача нічних новин «NBC Nightly News», що потім стала основною на каналі, почала випускатися з 1970 після виходу на пенсію Чета Гантлі, але з трьома різними ведучими, при цьому випуски вели тільки двоє з них.
У 1983 Том Брокоу став єдиним ведучим передачі «NBC Nightly News». Після того, як 5 вересня 1983 року Брокоу взяв на себе роль головного ведучого, він висвітлював історичні події та проводив новаторські індивідуальні інтерв'ю з видатними політичними лідерами того часу. Він продовжував працювати ведучим та головним редактором провідних новин NBC до 2004 року.
В 1986 General Electric купила RCA за 6,4 млрд доларів. На той час це була найбільша ненафтова угода в США. Виконавчий директор General Electric Боб Райт був призначений новим президентом NBC.

Логотип NBC News з 2013 до 2023 року.

NBC сприяла в 1990-і поширенню кабельного телебачення. NBC придбала права на трансляцію Олімпійських ігор 2010 та 2012 років.